# Rockyford (Alberta)
Rockyford est un village (village) du Comté de Wheatland, situé dans la province canadienne d'Alberta.

## Démographie
En tant que localité désignée dans le recensement de 2011, Rockyford a une population de 325 habitants dans 137 de ses 149 logements, soit une variation de -6.9% avec la population de 2006. Avec une superficie de 1,083 3 km2, village possède une densité de population de 300,009 2 hab/km2 en 2011.
Concernant le recensement de 2006, Rockyford abritait 349 habitants dans 138 de ses 148 logements. Avec une superficie de 1,049 7 km2, village possédait une densité de population de 332,5 hab/km2 en 2006.
| 2001 | 2006 | 2011 | 2016 |
| ---- | ---- | ---- | ---- |
| 375  | 349  | 325  | 316  |